# Fujiwara-kyo

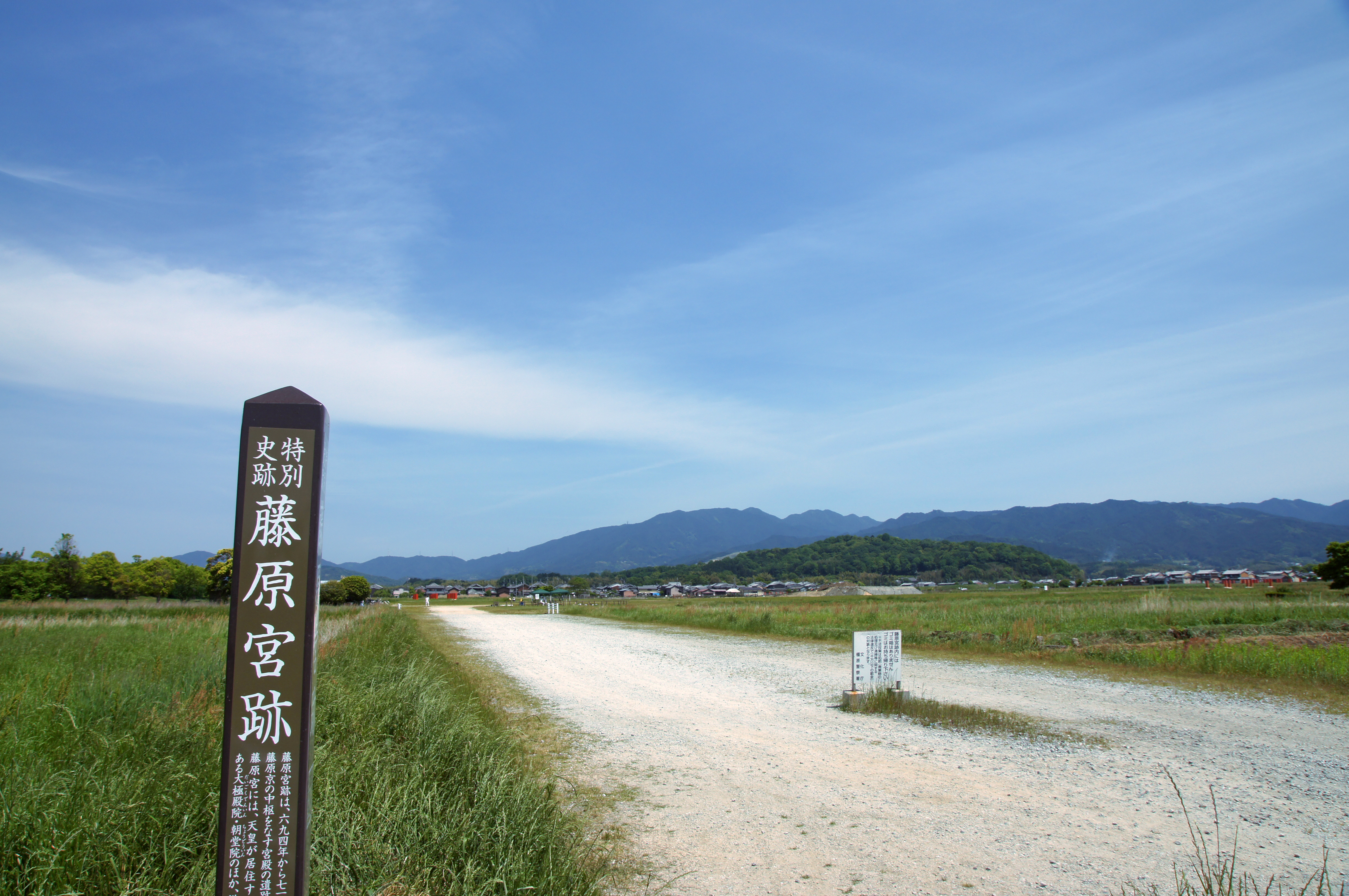
Fujiwara-kyo

Fujiwara-kyo of korter Fujiwara (藤原京, Fujiwara no miyako) was de eerste echte hoofdstad van Japan.
Oorspronkelijk had Japan niet echt een hoofdstad. De keizer had natuurlijk wel een residentie, maar die was niet gecombineerd met andere bestuursgebouwen. Bovendien maakte volgens het Shinto de dood een plaats onrein, en elke nieuwe keizer trok dus weer naar een nieuwe plaats. Wel waren die verplaatsingen langzamerhand zo klein geworden dat men vanaf het eind van de 6e eeuw het district Asuka als 'hoofdstadgebied' kan beschouwen.
Keizer Temmu was degene die besloot dat er een echte hoofdstad moest komen, maar het was keizerin Jito (Temmu's weduwe) die in 694 er residentie nam. Fujiwara bleef niet lang hoofdstad, al in 710 verhuisde de regering naar Heijō, het huidige Nara. Het volgende jaar werd Fujiwara door brand verwoest.
Fujiwara was gebouwd naar het model van de toenmalige Chinese hoofdstad Loyang. Het was kleiner dan Loyang, maar met een formaat van 2 bij 3 km nog steeds erg groot. In dit gebied lag een netwerk van straten in oost-west en noord-zuid richting, met de hoofdstraat noord-zuid lopend in het midden van de stad. Het paleisgebied was een grote omheinde ruimte aan het noordelijk uiteinde van de stad.